# 존 모던트 경
존 모던트 장군(John Mordaunt, 1697년 – 1780년 10월 23일)은 영국 군인이자, 휘그당 정치가였다. 아버지 해리 모던트 중장과 어머니 마가렛 스펜서의 아들로 태어났다. 모던트는 실패로 끝난 로슈포르 습격에서 사령관을 맡았고, 이어진 군법회의로 가장 잘 알려져 있다. 절차상으로는 분명했지만, 그럼에도 불구하고 더 이상의 지휘를 맡지 못했다.

## 초기 경력
모던트는 1721년 군대를 입대하였고, 1726년에 제3 근위기병대 대위로 승진했다. 1731년에는 제3 근위보병대 중령이 되었다.
그는 1730년 폰테프랙트를 위해 의회에 들어갔다. 그는 1734년까지 그곳에 있었으며, 1735년부터 1741년까지 위트처치의 의원이 되었고, 1741년부터 1768년까지는 코커머스의 의원이 되었다. 의회에서 그는 로버트 월폴의 지지자이자 확고부동한 휘그당 당원이었다. 1739년에 그는 파운들링 호스피틀(고아원)의 창립 총재가 되었다.
1742년 12월 18일에 모던트는 북아일랜드 왕실 연대의 대령으로 승진했다. 그 연대는 1744년 프랑스의 침공으로부터 네더란드를 보호하기 위해 파견되었다. 1745년 11월에 자코바이트 반란을 진압하기 위해 재소환되었으며, 모던트는 준장으로 승격되었다. 그는 그 작전에서 폴커크 전투가 끝난 후 패배한 부대를 수습하여 공방을 벌이는 여러 차례 교전에 참가하였다. 컴버랜드 공작의 휘하에 에딘버러를 떠나게 되었을 때, 그는 두 사단 중 한 사단을 지휘하게 되었다. 컬로든 전투에서는 제3열(예비군)에 배치되어 지휘를 맡았으며, 하이랜더를 추적하기 위해 전투를 벌인 후 분리되었다. 컴벌랜드는 그에게 찰스 에드워드 스튜어트 왕자의 마차를 호의의 표시로 선물했다.
1747년에, 그는 소장으로 승진되었고, 기병 연대(이후 제12 기병대)의 연대장이 되었다. 라우펠트 전투에서는 보병 여단을 이끌었고, 오스트리아 계승 전쟁이 끝나자 바스 훈장을 받았다. 1752년에는 쉬어니스의 총독으로 임명되었다. 1754년 조카딸에게 구혼한 제임스 울프는 그의 예의와 유쾌한 태도에 대해 언급했다.

## 전기
- Johnston, Andrew (2007). 《Endgame 1758: The promise, the glory and Louisbourg's last decade》. Cape Breton press. ISBN 9781897009208.
- Robson, Martin (2016). 《A History of the Royal Navy: The Seven Years' War》. 런던: IB Taurus. ISBN 9781780765457.